# Stazione Forlanini (metropolitana di Milano)
Stazione Forlanini è una stazione della linea M4 della metropolitana di Milano.

## Storia
Il 7 marzo 2012 sono state consegnate le aree per un successivo inizio dei lavori al consorzio di imprese che deve realizzare l'opera, mentre il 19 luglio 2012 sono iniziati i lavori di costruzione.
La stazione è stata inaugurata il 26 novembre 2022.

## Interscambi
La stazione consente l'interscambio con la stazione di Milano Forlanini, servita dalle linee S5, S6 e S9 del servizio ferroviario suburbano di Milano.
Nelle vicinanze della stazione effettuano fermata anche linee urbane di superficie (tram e autobus) gestite da ATM.
- Stazione ferroviaria (Milano Forlanini)
- Fermata tram (Stazione Forlanini M4, linea 27)
- Fermata autobus

## Servizi
La stazione dispone di:
- Accessibilità per portatori di handicap
- Ascensori
- Scale mobili
- Emettitrice automatica biglietti
- Stazione videosorvegliata
- Servizi igienici

## Galleria d'immagini

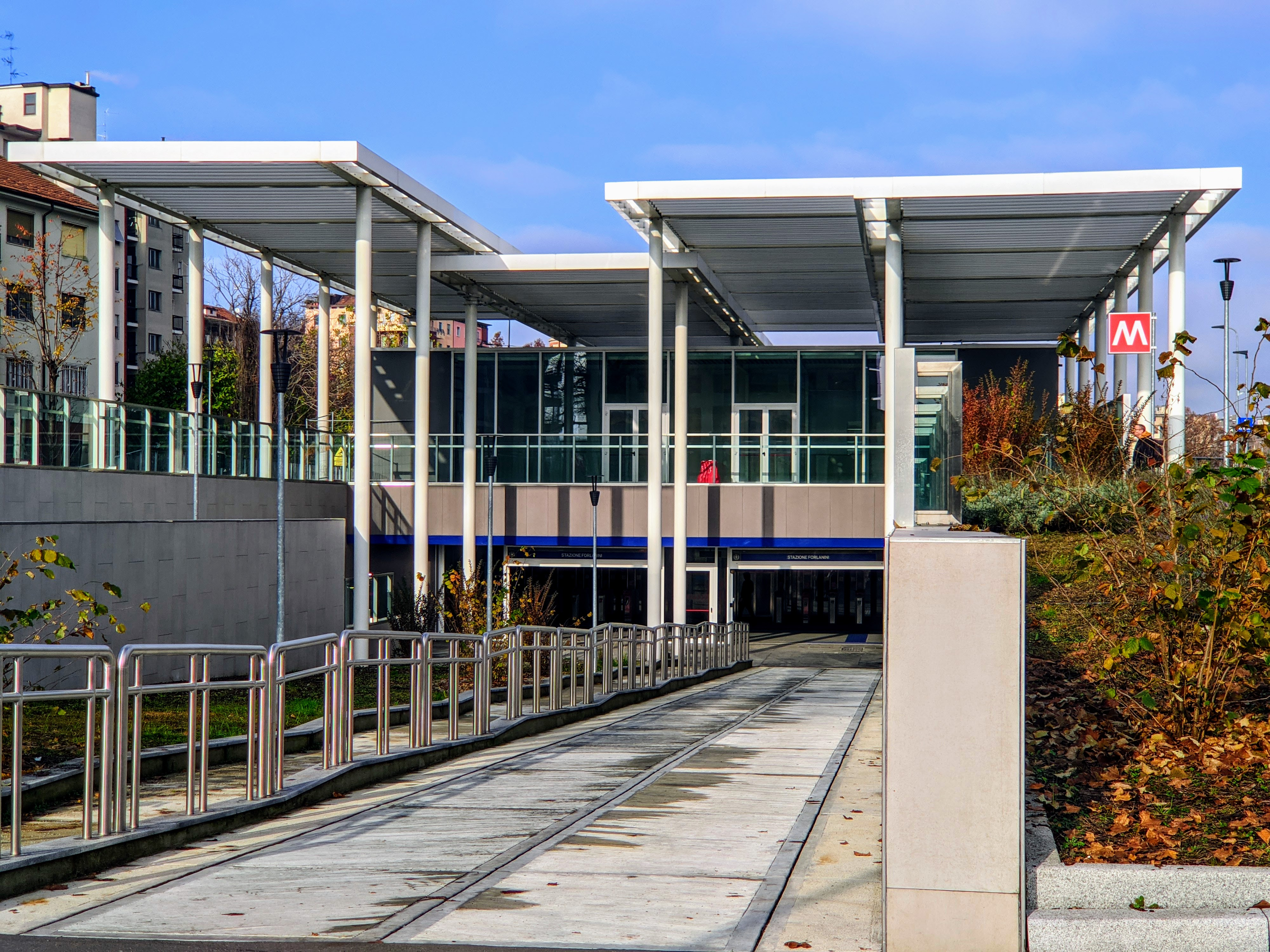
L'ingresso della stazione in via Ardigò
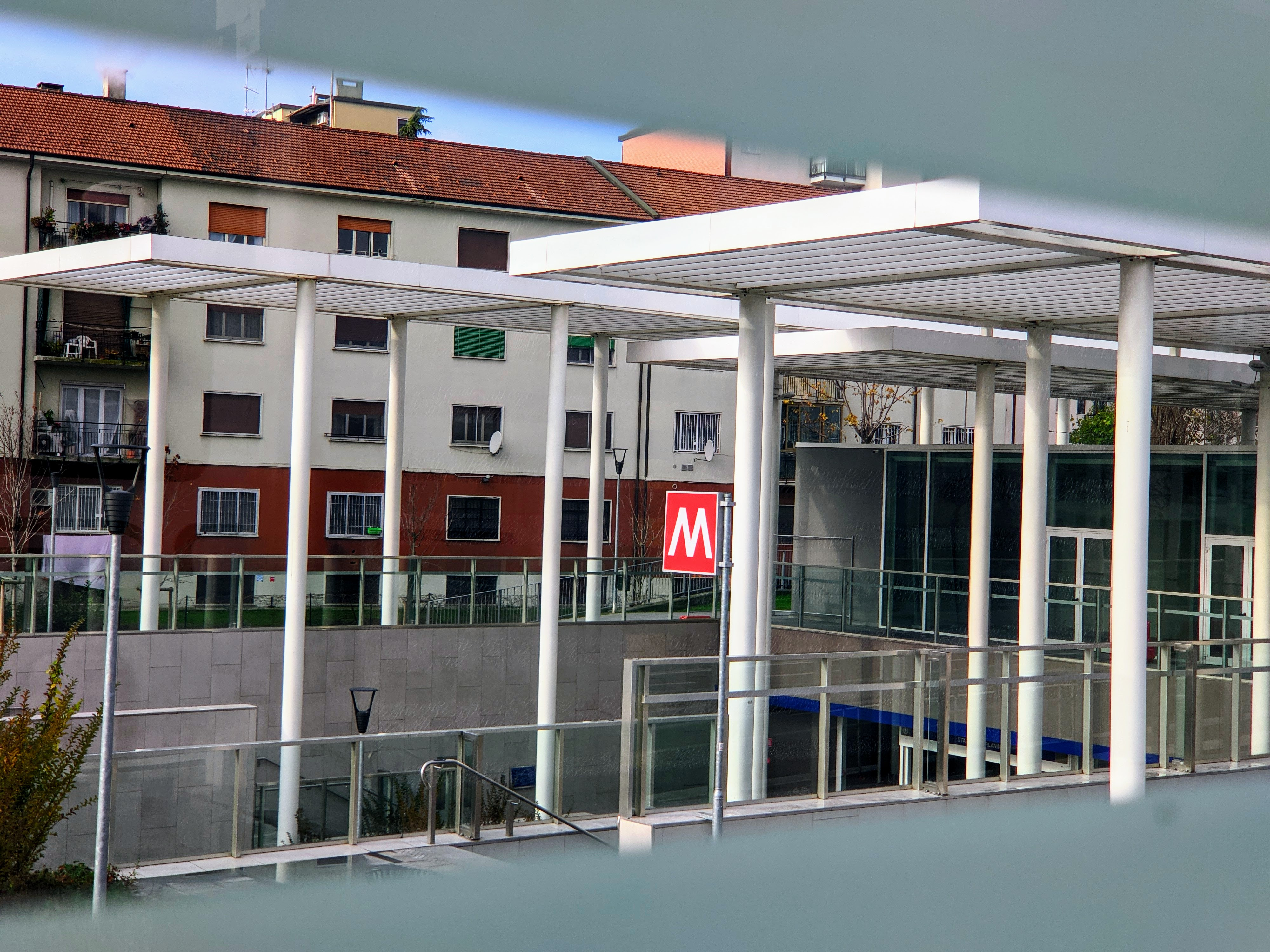
Esterno della stazione